# Sadova (Dolj)
Pour les articles homonymes, voir Sadova.
Sadova est une commune roumaine située dans le județ de Dolj.

## Lieux et monuments
- Monastère de Sadova (ro).